# Rudolf Allwardt
Rudolf Conrad Erich Allwardt (* 8. März 1902 in Malchin; † 24. Mai 1983 in Amorbach) war ein deutscher Porträt- und Landschaftsmaler.

## Leben
Rudolf Allwardt war ein Sohn des Gymnasialprofessors (August) Wilhelm Allwardt (1855–1951) und dessen Frau Emma Elisa Ida Frieda, geb. Tessmann (1866–1927). Bereits während der Schulzeit stellte er in seiner Heimatstadt erste Federzeichnungen aus. Als 17-Jähriger besuchte er die Kunstgewerbeschule in München und erlernte den Beruf des Buchbinders. 1920–1922 war er Schüler am Staatlichen Bauhaus Weimar und ab 1922 kurzzeitig am Lehrerseminar in Lübtheen. 1923 wurde er als Mitarbeiter beim Kunstbuchbinder G. Keilig in München tätig. Er begann, mit Öl zu malen, und arbeitete nebenher als Farbkocher in einer Münchener Fabrik. Ab 1926 besuchte er das Gustav-Britsch-Institut, eine private Malerschule in Starnberg unter der Leitung von Egon Kornmann. Aus Geldmangel kehrte er nach Malchin zurück, wo er sich ein Atelier einrichtete und autodidaktisch weiterbildete. Die finanzielle Unterstützung seines Vaters ermöglichte ihm Studienaufenthalte in Paris, Berlin, Hamburg und München. In dieser Zeit entstanden kleinformatige Bilder vor allem der ostmecklenburgischen Landschaft, mit denen er 1939, 1941 und 1943 in Ausstellungen im Mecklenburgischen Landesmuseum in Schwerin vertreten war.
Nach der Zeit als Soldat im Zweiten Weltkrieg wurde er zunächst in Bokeloh ansässig, dem Heimatort seiner Ehefrau. Hier entstanden Ansichten von Wunstorf und Umgebung und Seen-Bilder vom Steinhuder Meer. Von 1951 bis 1959 lebte er mit seiner Familie in Hopfen am See, einem Ortsteil der Stadt Füssen in Oberbayern. In den 1970er Jahren wurde er in Amorbach in Unterfranken sesshaft.

## Werke (Auswahl)
- Oberpeene mit Stadt
- Spätnachmittag im September
- Dünenlandschaft
- Malchiner Torfland
- Schneelandschaft[5][7]
- Hopfensee Ölgemälde, ca. 1955[6]

## Ausstellungen
- 1939, 1941, 1943: Zeitgenössische Mecklenburgische Maler im Mecklenburgischen Landesmuseum Schwerin[7]
- 1944: Mecklenburgische bildende Kunst im Jahre 1944 im Mecklenburgischen Landesmuseum Schwerin[8]
- 2002: Malchin, Gedächtnisausstellung zum 100. Geburtstag[9]
- 2008: Stadt Füssen
- 2017: Wunstorf, Heimatverein